# Довгалівка (Ізюмський район)
Довга́лівка — село в Україні, у Балаклійському районі Харківської області. Населення становить 694 осіб. До 2020 орган місцевого самоврядування — Савинська селищна рада.

## Історія
Село постраждало внаслідок геноциду українського народу, проведеного урядом СССР в 1932—1933 роках, кількість встановлених жертв у Савинцях та Довгалівці — 588 людей.
12 червня 2020 року, відповідно до Розпорядження Кабінету Міністрів України  № 725-р «Про визначення адміністративних центрів та затвердження територій територіальних громад Харківської області», увійшло до складу Савинської селищної територіальної громади.
19 липня 2020 року, в результаті адміністративно-територіальної реформи та ліквідації Балаклійського району, село увійшло до складу новоутвореного Ізюмського району.

## Географія
Село Довгалівка примикає до смт Савинці. Знаходиться на березі річки Сіверський Донець. В селі є залізнична станція Маяк.

## Населення

### Мова
Розподіл населення за рідною мовою за даними перепису 2001 року:
| Мова       | Кількість | Відсоток |
| ---------- | --------- | -------- |
| українська | 618       | 89.05%   |
| російська  | 76        | 10.95%   |
| Усього     | 694       | 100%     |

## Археологія
- Поселення салтівської культури «Бублайка». VIII-Х сторіччя площею 450×120 м;
- 11 могил висотою 0,3-2,5 м, розташовані на схід від села[5]

## Також
- Перелік населених пунктів, що постраждали від Голодомору 1932-1933, Харківська область